# Ston
Ston (italienisch Stagno) ist eine Kleinstadt mit 2407 Einwohnern (Volkszählung 2011) auf der Halbinsel Pelješac im Süden Kroatiens. Sie gehört zur Gespanschaft Dubrovnik-Neretva. Die Befestigungen um die Stadt kontrollierten den Zugang zum Pelješac.

## Geschichte
An der schmalen Landenge, die Pelješac mit dem Festland verbindet, wurde schon unter römischer Herrschaft die Siedlung Stagnum errichtet. Auf dem Berg Starigrad bei Ston sind noch die Reste eines römischen Kastells erkennbar. Auch die bis heute existierenden Salzgärten entstanden schon in römischer Zeit.
Im Mittelalter kam Pelješac 1333 zur Republik Ragusa. In dieser Zeit wurde die heutige Stadt gegründet und befestigt. Die Salzgewinnung in der seit der Antike betriebenen großen Meerwassersaline Ston,  war die Grundlage der Wirtschaft der Stadt und zeitweilig eine der bedeutendsten Einnahmequellen Dubrovniks.
Im 14. Jahrhundert wurde mit dem Bau der Befestigungsanlagen begonnen. Es entstanden drei Kastelle, die durch Mauern miteinander verbunden waren. Über 40 Türme waren Teil der ca. 5 km langen Mauer, von der bis heute noch Teile stehen. So war der Zugang zur Halbinsel Pelješac vollständig kontrollierbar. Die Gesamtanlage wurde 1506 fertiggestellt und wird als die längste Festungsmauer in Europa bezeichnet.
1996 richtet ein Erdbeben vor allem in Veliki Ston schwere Schäden an.

## Ortsteile der Gemeinde Ston
Zur Gemeinde Ston gehören die folgenden Ortsteile mit den Einwohnerzahlen von 2011:
| - Boljenovići, 87 - Brijesta, 58 - Broce, 87 - Česvinica, 55 - Dančanje, 27 - Duba Stonska, 36 - Dubrava, 133 - Hodilje, 190 - Luka, 153 - Mali Ston, 139 | - Metohija, 157 - Putniković, 82 - Sparagovići, 114 - Ston, 549 - Tomislavovac, 104 - Zabrđe, 61 - Zamaslina, 79 - Zaton Doli, 61 - Žuljana, 235 |

## Sehenswürdigkeiten

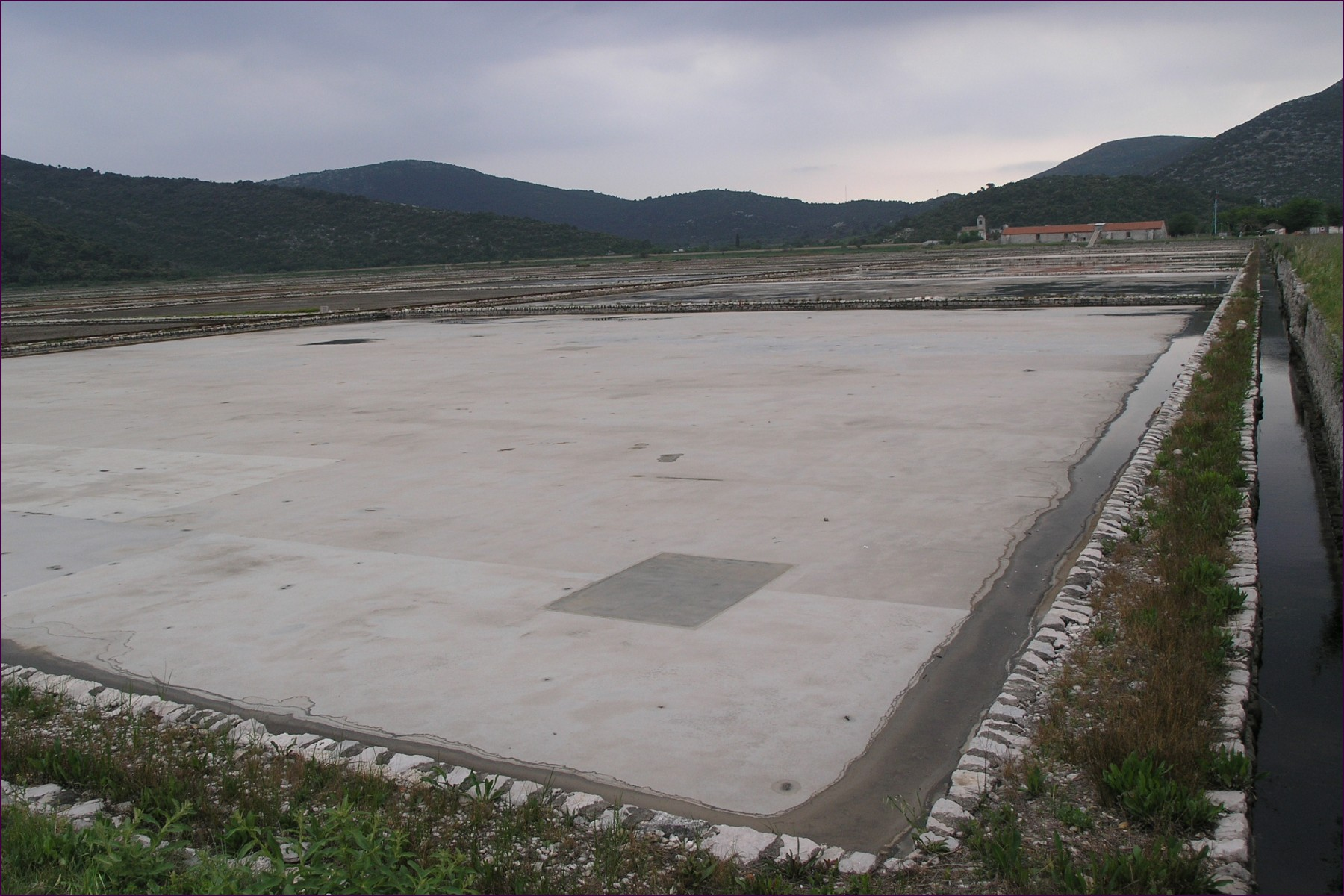
Meerwasser-Saline Ston

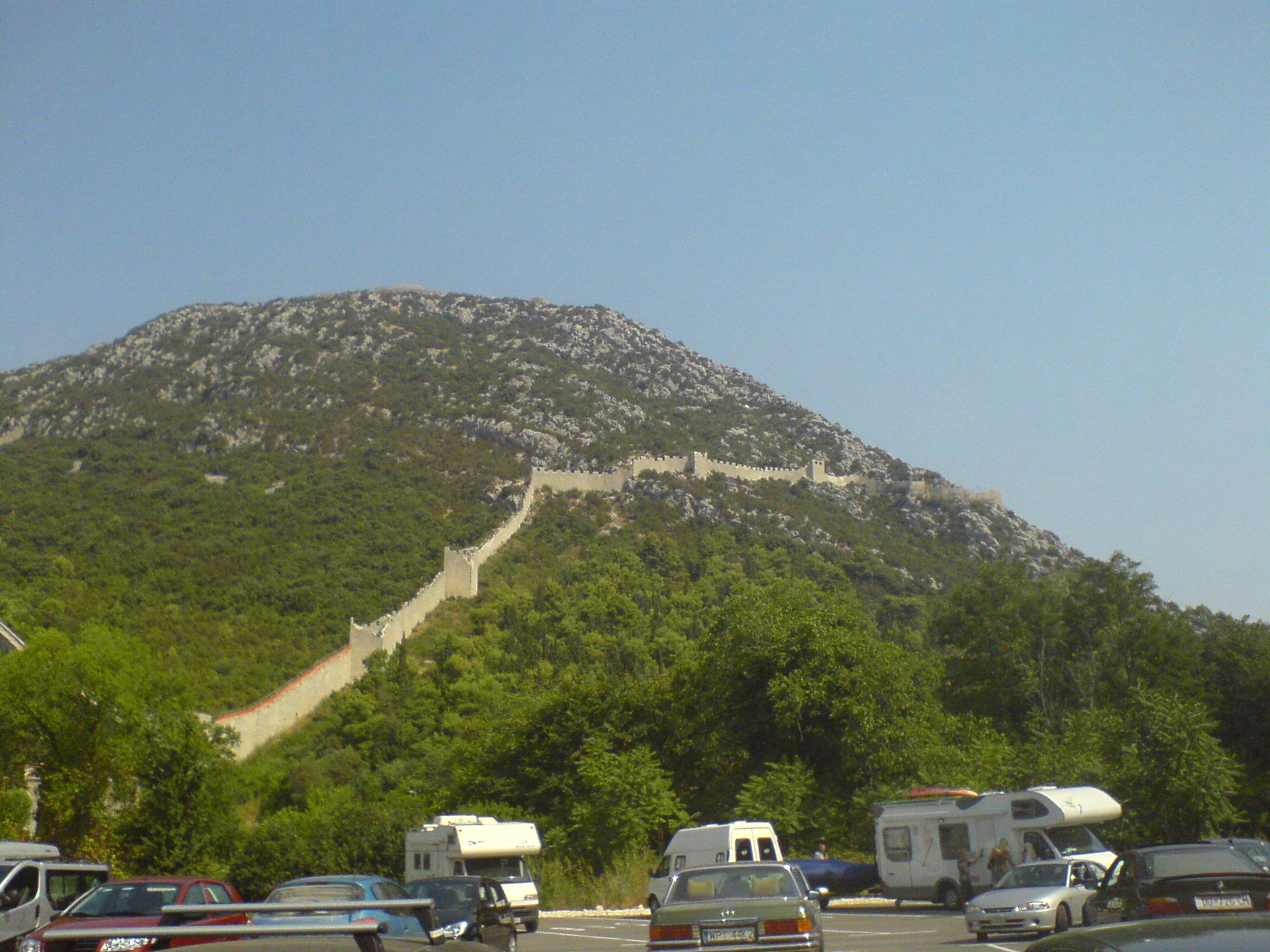
Festungsmauern von Ston
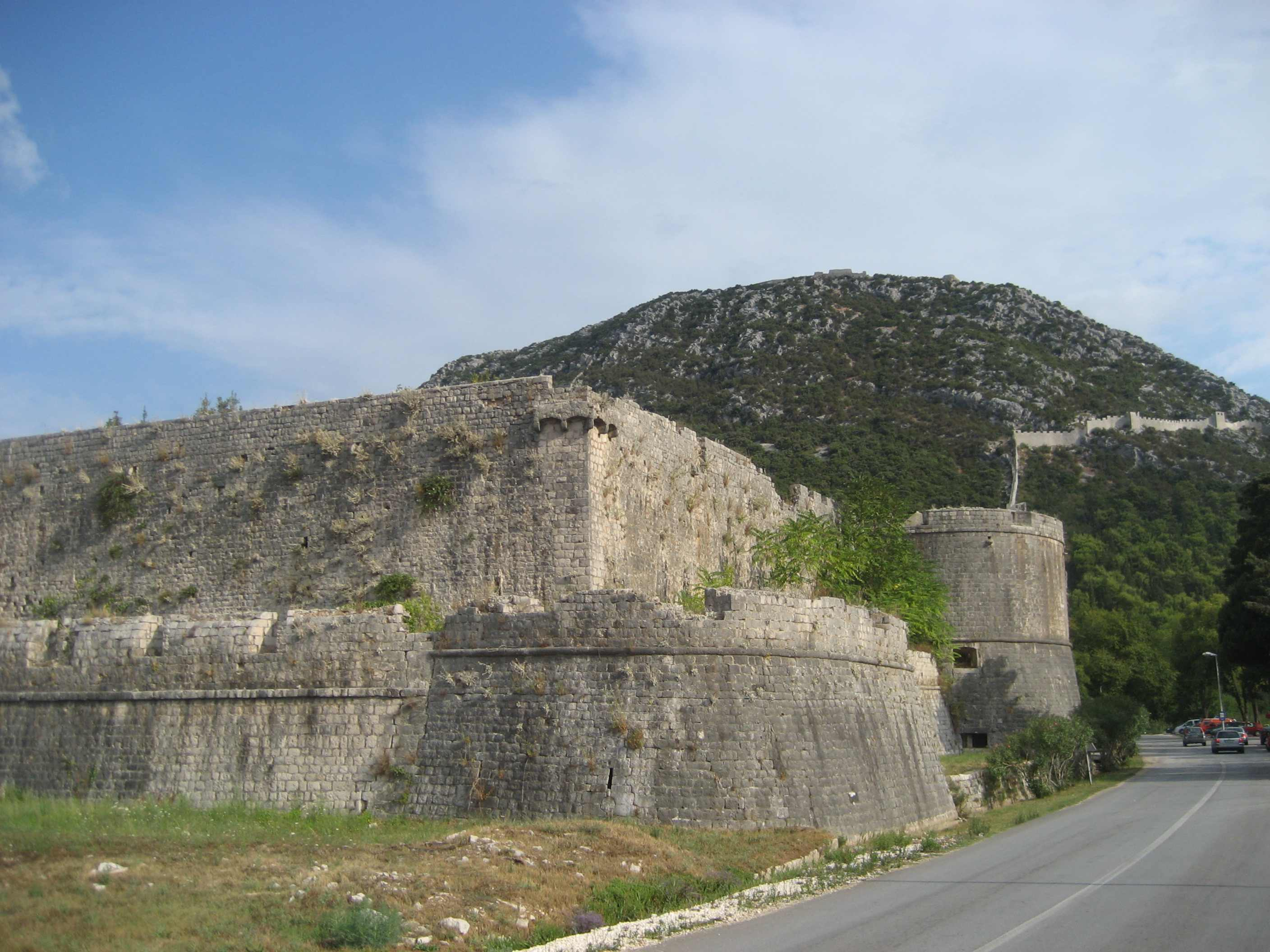
Festung bei Ston
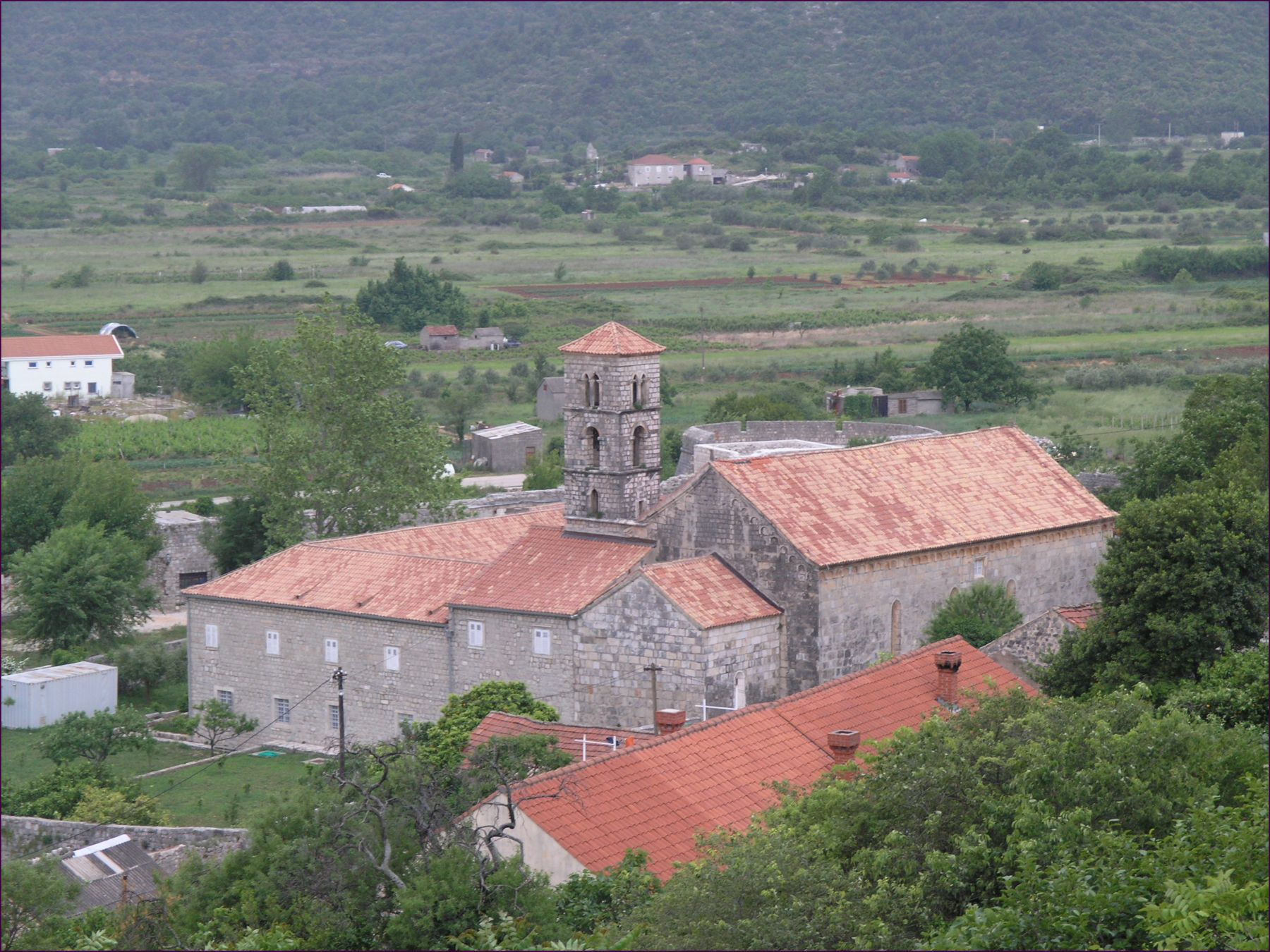
Franziskanerkloster
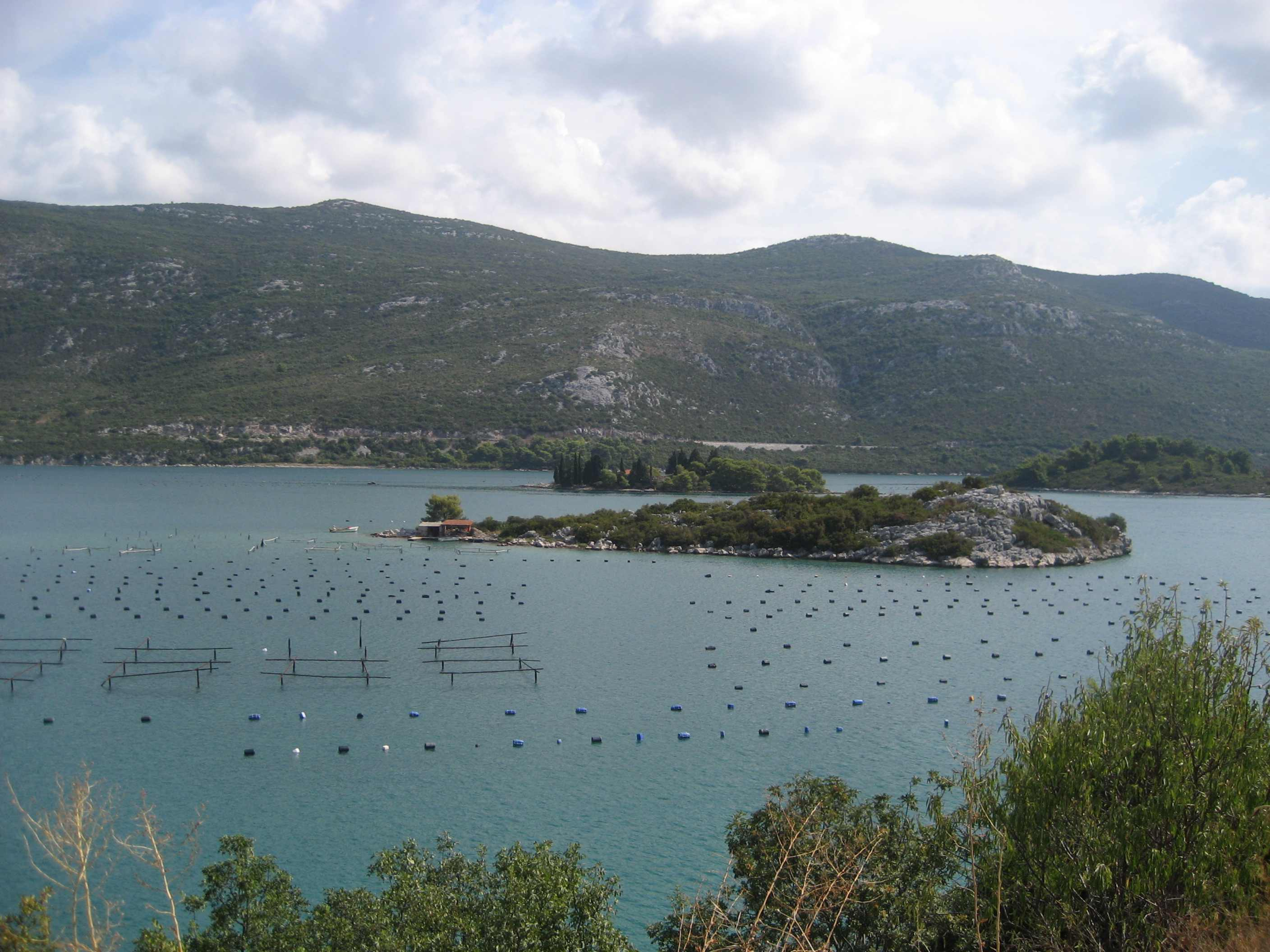
Austernzucht vor Ston

- Festungsmauern
- Festung Koruna in Mali Ston
- Festung Velike Kastio
- Franziskanerkloster
- Nikolauskirche von 1347
- Meerwassersaline Ston

## Kulinarisches
In der näheren Umgebung der Stadt, vor allem in der Bucht von Mali Ston, werden Austern und Miesmuscheln gezüchtet. Ston ist mit seinen zahlreichen Restaurants eine der bedeutendsten kulinarischen Destinationen an der Ostküste der Adria.

## Persönlichkeiten
- Stijepo Perić (1896–1954), Außenminister (1943–1944)